# 辛村天齐王庙
辛村天齐王庙，位于山西省长治市黎城县东阳关镇辛村东部，创建于元至正元年(1341年)，现存山门(戏楼)、大殿。大殿为元代遗构，面阔五间，进深六椽，悬山顶。戏楼二层硬山顶，面宽三间，进深六椽。 
2013年3月5日，辛村天齐王庙公布为第七批全国重点文物保护单位。